# Caspar Othmayr
Caspar Othmayr, né le 12 mars 1515 à Amberg, en Palatinat du Rhin, et mort le 4 février 1553 à Nuremberg, est un théologien et compositeur allemand.

## Biographie
Il fait ses études à Heidelberg. Il est ultérieurement nommé recteur de l'école du monastère de Heilsbronn, près d'Ansbach. En 1548, il est prévôt à Ansbach, mais perd rapidement cette charge en raison de différends théologiques.

## Œuvres
Ses œuvres les plus importantes ont été composées entre 1545 et 1550. Il est l'auteur de nombreux chants (hymnus) inspirés de Martin Luther. À la mémoire de ce dernier, il a aussi écrit, en 1546, un chant funèbre intitulé Epitaphium Lutheri. Ses compositions sont répertoriées dans plusieurs recueils de chants allemands de la Renaissance, dont le Frische teutsche Liedlein de Georg Forster.